# Kazimierz Zdziechowski
Kazimierz Zdziechowski, también conocido por los seudónimos Władysław Zdora, Władysław Mouner, (1878–1942) fue un escritor de prosa, publicista, novelista y crítico literario polaco. Hermano de Marian Zdziechowski, filósofo y filólogo polaco.

## Biografía
Nació el 14 de marzo de 1878 en Raków, Biolorrusia. Estudió derecho en la Universidad de Moscú. Luego de eso, manejó la hacienda familiar en Raków. A partir de 1896 colaboró en la prensa como escritor de prosa, publicista y crítico literario.
Fue asesinado el 4 de agosto de 1942 durante la Segunda Guerra Mundial en el campo de concentración alemán de Auschwitz.

## Obras
- Fuimus (1900) – novela
- Przemiany, vol. 1–2 (1906)
- Łuna, vol. 1–2 (1910)
- Opoka (1912)